# Espluga de Serra (antic municipi)
|  | Aquest article és sobre l'antic municipi d'aquest nom. Per al poble, vegeu Espluga de Serra. |

Espluga de Serra és un antic municipi de l'Alta Ribagorça agregat l'any 1970 al terme municipal de Tremp, del Pallars Jussà. Amb aquesta annexió, el terme pallarès més petit, Tremp, fou incrementat amb els antics termes d'Espluga de Serra, Fígols de Tremp, Gurp de la Conca, Palau de Noguera, Sapeira, Suterranya i Vilamitjana, i es convertí en el de més extensió, del Pallars Jussà i de tot Catalunya.
Tenia la seva capitalitat en el poble d'Espluga de Serra i comprenia, a més, els pobles i caseries d'Aulàs, Castellet, Casterner de les Olles, Espluga de Serra, Llastarri, els Masos de Tamúrcia, Torogó i la Torre de Tamúrcia, els despoblats antics d'Enrens i Trepadús, prèviament absorbit per Casterner de les Olles, i de Miralles, que havia pertangut a Llastarri, a més de diverses masies. El castell de Corbins, que es podria situar entre Miralles i la Torre de Tamúrcia, és del tot desaparegut, actualment.
L'antic terme està situat de ple a l'Alta Ribagorça, dins de la comarca natural de la Terreta, de manera que en alguns llibres és tractat dins de l'àmbit d'aquesta comarca, malgrat que està administrativament adscrit a la ciutat de Tremp, cap comarcal del Pallars Jussà. De fet, abans del 1970 Sapeira i Espluga de Serra, juntament amb el Pont de Suert i els antics municipis a ell relligats, els antics termes que ara formen el municipi de la Vall de Boí i Vilaller formaven la proposta de futura comarca de l'Alta Ribagorça, en aquells moments encara no reconeguda en cap instància oficial.
Espluga de Serra fou un dels ajuntaments creats el 1812 a partir del desplegament de la Constitució de Cadis, juntament amb els ajuntaments d'Aulàs, Castellet, Casterner de les Olles, Enrens i Trepadús, Llastarri i la Torre de Tamúrcia. Com que el nombre d'habitants era prou minso en cadascun d'ells, el febrer del 1847 s'hagueren d'agrupar a l'entorn d'Espluga de Serra per reunir el mínim de 30 veïns (caps de família) necessaris per a tenir ajuntament. Entre tots n'assoliren 37.
En la proposta derivada per l'informe popularment denominat Informe Roca, l'antic terme d'Espluga de Serra havia de ser extret del de Tremp i passar a formar part del terme municipal del Pont de Suert, juntament amb l'antic terme de Sapeira.

## Geografia

### Descripció de l'antic terme
L'antic terme d'Espluga de Serra estava format, alhora, per l'adjunció d'una sèrie de termes municipals encara més antics, cosa que fa que tingui un perímetre molt irregular, així com unes unitats territorials molt diferenciades.

#### El perímetre del sector principal
Malgrat que la referència inevitable del Pallars Jussà per la banda de ponent és la Noguera Ribagorçana, en el cas de l'antic terme d'Espluga de Serra no és exactament així, ja que el límit ponentí només segueix el riu un curt tram, per després enfilar-se per les muntanyes de damunt del marge esquerre del riu i tornar-hi ja a l'inici de l'embassament d'Escales.

##### Límit amb Sopeira (i amb Sant Orenç) (Alta Ribagorça)
Comença aquest recorregut del termenal d'Espluga de Serra en el seu extrem sud-oest, al triterme amb l'antic municipi de Sapeira i amb l'antic i actual de Sopeira, de la comarca de l'Alta Ribagorça, però dins de l'administració aragonesa, en la comarca de la Ribagorça, al lloc anomenat Pla d'Aragó, a 653,9 m. alt. La línia de terme només transcorre per la llera de la Noguera Ribagorçana uns 350 m., i de seguida s'enfila cap al nord cap a la Serra de la Colada, que ateny a uns 720 m. alt. El termenal marca un arc còncau molt obert cap a llevant, passant per les Sargues, travessa el barranc de les Sargues, i baixa cap al barranc de Miralles, passant just a llevant de l'ermita de Sant Gregori, pertanyent a Sopeira. Aquí, a 700 m. alt., emprèn per una carena cap al nord-est, que puja de dret a lo Coscollar, passa un turó de 989 m. alt, baixa per l'altre costat del cim i en arribar al collet del darrere, canvia de direcció. Gira cap al nord-oest per, en línia recta, s'enfila a la Cinglera dels Feixans, que travessa pel seu extrem de ponent, a 1.200 m. alt., deixant el Pic de l'Àliga dins del terme d'Espluga de Serra.
En aquest lloc el termenal torna a girar cap al nord-est, baixa a trobar el barranc de Llastarri a 850 m. alt., i torna a pujar quasi en línia recta, cap a la Roca de Cunco i el Pla de Cunco, que ateny a l'alçada de 1.315,2 m. Nou gir, ara cap al nord-oest, per seguir la carena cap al Roc de Sant Cugat, de 1.328 m. alt.; el termenal segueix ben bé un camí que discorre per aquella carena. Des d'aquest lloc baixa cap a ponent, fent un angle cap al nord, directe a les aigües del pantà d'Escales, al nord del Pas d'Escales, just a la meitat de la presa del pantà, que és a 824,7 m. alt. En aquest lloc antigament també hi havia el límit entre els termes de Sopeira i de Sant Orenç, però actualment aquest darrer terme ja està integrat en el de Sopeira.
El termenal aquí seria el curs de la Noguera Ribagorçana; per tant, el termenal entre Espluga de Serra i Sopeira passa pel mig del pantà, marcant, però, la forma que tenia en aquest lloc el curs del riu. Així, passa per davant dels pobles d'Aulet, pertanyent a Sopeira, i de Casterner de les Olles, del terme d'Espluga de Serra i, just al nord-est d'aquest darrer poble, prop d'on el barranc de les Collades desemboca en el pantà, es troba l'extrem nord-oest de la Serra de l'Obac. El termenal, que segueix ara la direcció nord-est, s'enfila fins als 900 m. alt., fa la volta a la serra esmentada, i va a trobar el barranc Fondo d'Adons, on es tornen a trobar tres termes municipals: el de Sopeira, al nord-oest, el propi d'Espluga de Serra i Tremp, i pel nord-est l'antic terme de Viu de Llevata, actualment dins del terme del Pont de Suert, de la comarca de l'Alta Ribagorça.

##### Límit amb l'antic terme de Viu de Llevata (el Pont de Suert, Alta Ribagorça)
El barranc Fondo d'Adons fa de límit municipal durant 1,5 km, fins al lloc on hi ha el Salt de l'Aigua, a l'extrem nord-est de la Roca de Casterner. Quan arriba al salt, torç cap al sud-oest i s'enfila per una carena cap al Tossal Gros, de 1.546 m. alt. Cal destacar que al nord d'aquest lloc i a poca distància hi ha l'enclavament de Trepadús, que pertany a Tremp, i antigament a Espluga de Serra, però que està separat de la resta del terme per una prima llenca de terra pertanyent a Viu de Llevata (el Pont de Suert), i que serà descrit més endavant. Al cim del Tossal Gros la línia del terme trenca cap a l'est-sud-est, en línia recta sense seguir cap accident orogràfic, i arriba a l'extrem nord-oest de la Muntanya d'Adons, a 1.680 m. alt., des d'on, per la Muntanyeta de Llastarri, ateny la carena principal de la Serra de Sant Gervàs, a l'alçària de 1.730 m. Continua cap a llevant, lleugerament cap a migdia, i arriba al cim de la Pala del Teller, de 1.889 m. alt.
Sempre en direcció est-sud-est, el termenal ressegueix la Serra de Sant Gervàs: Pala del Teller, lo Portús (1.694 m. alt.), el Faro d'Avall (1.829,3), l'Avedoga d'Adons (1.839,4), la Creu de Ferri (1.603), la Collada de Corroncui (1.519), la Collada de la Basseta (1.521), el Turó de la Guàrdia (1.582), la Collada de la Pedra Ficada (1.524), i l'extrem nord de la Serra de l'Estall, a 1.696,7 m. alt., on es troben la Serra de Sant Gervàs amb la Serra de l'Estall, que marxa cap al sud-oest, i el Camporan, que ho fa cap al nord-est. En aquest lloc es troben els termes de Tremp (Espluga de Serra), el Pont de Suert (Viu de Llevata), i Conca de Dalt (Toralla i Serradell).

##### Límit amb l'antic terme de Toralla i Serradell (Conca de Dalt)
La Serra de l'Estall és l'element que fa de termenal entre Espluga de Serra i Toralla i Serradell, en direcció sud-oest, però que va canviant gradualment cap a ponent. Va baixant per aquesta serra (1.681 m. alt., 1667...), segueixc després la Costa Cirera cal al sud, fins a arribar al Coll de Serradell, de 1.562 m. alt. i, sempre cap a migdia, arriba al Pic de Lleràs, de 1.692 m. alt. Des del Pic de Lleràs es desvia cap a llevant abandonant la carena, i baixa a la capçalera del barranc de Fontfreda, de manera que la Pleta Verda i els Clots de Lleràs queden en terme d'Espluga de Serra. A 1.400 m. alt. troba el barranc esmentat, el lloc on es tornen a trobar tres termes: els dos ja esmentats d'Espluga de Serra i Serradell amb el de Salàs de Pallars.

##### Límit amb Salàs de Pallars
Nou canvi de direcció: la línia de terme s'enfila cap a ponent, fent un arc cap al sud-oest, per pujar a la Serra de Castellet. Hi arriba al nord de Roca Lleuda, de 1.588 m. alt., i de seguida es tornen a trobar tres antics termes: Espluga de Serra, Salàs de Pallars i Gurp de la Conca. Per tant, aquí s'acaba la coincidència de termenal exterior entre Espluga de Serra i Tremp. La resta de termenal que es descriu, actualment ja és interior, dins del municipi de Tremp, en haver quedat tots units a Tremp els antics municipis dels quals es parla a continuació.

##### Límit amb l'antic terme de Gurp de la Conca (Tremp)
El termenal amb Gurp de la Conca discorre totalment per dalt de la carena anteriorment descrita, la Serra de Castellet, seguint un antic camí ramader. Quan arriba als 1.513,9 m. alt., al Bosc de Castellet, la línia de terme amb Gurp de la Conca s'acaba, i comença el límit amb Sapeira.

##### Límit amb l'antic terme de Sapeira (Tremp)
En direcció nord-oest surt la línia antigament termenal amb Sapeira, per una carena que va a buscar la Roca Mosquera, de 1.391 m. alt. Des d'allí continua davallant per unes carenes, en direcció al poble d'Aulàs, al lloc conegut com la Sarga, on hi ha el turó de lo Tossal, de 894 m. alt. En arribar-hi, el termenal emprèn cap al nord, travessa el barranc de Torogó a uns 750 m. alt., i puja cap a Senui i el Serrat del Rei, a llevant dels Masos de Tamúrcia, on gira cap al sud-oest fent un arc còncau cap al sud que després gira cap al nord-oest cap al Serrat del Frare i el Rebollar, per fer la volta al serrat on hi ha el darrer poble esmentat. Així, arriba al Pla d'Aragó, on ha començat aquesta descripció, al límit amb Sopeira.

#### L'enclavament d'Enrens i Trepadús
Aquest enclavament, separat de poc tros de la resta del terme, està envoltat per tot arreu, llevat de ponent, pels antics termes de Malpàs i Viu de Llevata, actualment inclosos tots dos en el terme municipal del Pont de Suert. A ponent limita amb Sopeira, dins de l'antic terme de Sant Orenç, pertanyent a l'Alta Ribagorça occidental, d'administració aragonesa, i amb l'enclavament de Cellers, pertanyent tradicionalment al terme municipal del Pont de Suert.

##### Límit amb Sopeira
El límit amb Sopeira és la cua del nord-est del pantà d'Escales, on aflueixen en el pantà els barrancs des Escalaus, de Trepadús i de Cantallops o Palomera. Tanmateix, tot el pantà queda en terme de Sopeira, ja que la línia limítrofe passa pel vessant nord del pantà. Prenent com a referència l'extrem sud-oest de l'enclavament, a la serra de l'Esquena d'Ase, a 1.000 m. alt., es troben els termes de Sopeira, Viu de Llevata i Espluga de Serra. El termenal, de primer amb Sopeira, baixa cap al nord-est a trobar el barranc de Cantallops, o Palomera, a 900 m. alt. Tot seguit marca un arc per sota del lloc de Trepadús, pel vessant de la muntanya on es troba aquest lloc, aproximadament als 900 m. alt., fins a trobar el barranc des Escalaus, a l'oest de Trepadús. Puja cap a ponent, a la carena de `lo Colladó (1.100 m. alt.), on es troba un nou triterme, ara entre Espluga de Serra, Sopeira i el Pont de Suert, en el seu enclavament de Cellers.

##### Límit amb el Pont de Suert
torç cap al nord, passant per lo Colladó (993 m. alt.), puja per una carena al Tossal de Cabosi (1.317), puja encara més, ara cap al nord-est cap al Serrat des Costes de Montiberri, fins que ateny la carena, a 1.690 m. alt., on emprèn la direcció est. En aquest lloc es trobaven antigament els termes d'Espluga de Serra, el Pont de Suert i Malpàs.

##### Límit amb l'antic terme de Malpàs, ara del Pont de Suert
Així, en poc tros arriba a la Faiada de Malpàs, de 1.699 m. alt., baixa cap al sud-est a la Serra Rasa de Badia, de 1.500 m. alt., i després de fer un angle cap al nord, gira cap al sud-est, per adreçar-se al Coll de Sant Roc de Viu (1.441 m. alt.), prop del Pilaret de Sant Roc, que queda fora de terme. Just al sud-oest del Coll de Sant Roc de Viu es trobaven els termes d'Espluga de Serra, Malpàs i Viu de Llevata.

##### Límit amb l'antic terme de Viu de Llevata, ara del Pont de Suert
Des d'aquest lloc, i en direcció sud-est, el termenal segueix la carena del Comunal de Viu (1.567 m. alt.), passa pel Coll de Fa-riure, de 1.450, on de sobte trenca cap al sud-oest, baixant pel barranc de Palomera, que neix allí. Davalla fins al fons de la vall, a 1.120 m. alt., i torna a pujar cap a l'altra banda de la vall, en direcció sud-oest, i s'enfila per una carena al Serrat de Curan, on arriba als 1.463 m. alt., prop de la Picorra. Nou gir del termenal: ara cap a l'oest-nord-oest, resseguint cap avall el Serrat de Curan. Passa per la Collada del Pano (1.358 m. alt.), i continua baixant per aquest serrat, que enllaça amb el de l'Esquena d'Ase, que és on ha començat aquesta descripció.

#### Les unitats territorials

##### Tamúrcia i Espluga de Serra
Tamúrcia és el sector nord-occidental de la vall principal del terme d'Espluga de Serra, la del barranc del Solà, o de Tamúrcia. Comprèn els pobles i caseries -alguns ja despoblats- dels Masos de Tamúrcia, la Torre de Tamúrcia i Torogó. Tots tres pobles són en els vessants meridionals de la serra que separa aquesta vall de la del barranc de Miralles.
Al sector oriental es troba l'antic cap de municipi, Espluga de Serra, a més dels pobles i caseries d'Aulàs i Castellet. Hi ha, a més, alguns masos dispersos, però no gaires, i la major part actualment deshabitats.
El barranc del Solà, o de Tamúrcia n'és l'eix vertebrador, però només pertany a Espluga de Serra els sectors nord-occidental i oriental d'aquesta vall; la resta pertanyia a Sapeira. Aquest barranc es forma en dos amples circs, un d'ells a l'entorn del poble d'Espluga de Serra, i l'altre, més al sud, a migdia dels pobles d'Aulàs i Castellet.
El barranc de l'Església, al qual s'uneix la Llau de Prat Sobirà, forma a la capçalera el barranc de la Caella; la unió del barranc de Llavaner, que té com a afluents els barranc de Sant Miquel i Colliró (al qual s'ha unit el de Corneli) amb el de la Caella, forma el barranc de Torogó, que ja s'anomena així des de poc abans de passar per sota del poble d'aquest nom. Ja format, rep alguns barrancs més: pel nord, venint de Torogó, la Llau del Tros i el barranc de la Font, de llevant, la Llau de Solanillo, altre cop del nord, venint de la Torre de Tamúrcia, la Llau de la Torre (amb la Llau de la Coma a la capçalera). Finalment, el barranc de Torogó s'uneix al del Solà just al límit del terme de Sapeira.
Limita aquesta vall la Serreta, on es troba el poble d'Aulàs. La vall del barranc del Solà discorre al sud d'aquesta serreta. Prop del poble de Castellet es forma el barranc de la Plana, que s'uneix al barranc del Clot del Roure; aquest s'uneix amb el de Sant Feliu, i formen el barranc dels Bancalons. Un xic al sud, el barranc de l'Espigolat s'uneix al de Sanaüja, i després al dels Bancalons; a aquests, encara se'ls uneix el barranc de Franxo, amb els del Talladís a la capçalera, i tots plegats formen el barranc del Solà. Ja en el tram final d'aquest barranc dins del terme d'Espluga de Serra se li uneixen la Llau dels Puials i la Llau del Carant, i, encara en la part alta dins d'Espluga de Serra, es troben el barranc d'Alfonsa, amb els barrancs de les Llaünes, de Mirabella i de Comalroure

##### Llastarri i Miralles
La vall del barranc de Miralles contenia dos pobles, avui dia despoblats: Llastarri i Miralles. La completen els Corrals de Sallants, Casa Jaumet, Casa Miquelet i el Corral d'en Llosa. A l'extrem nord hi ha les restes de l'ermita de sant Gervàs.
Delimita pel nord aquesta vall la Serra de Sant Gervàs, i pel sud la serreta central del terme, que en el seu vessant sud conté tots els pobles importants del terme. El barranc de Miralles n'és l'eix central, des de la seva formació a la Serra de l'Estall fins poc abans d'abocar-se en la Noguera Ribagorçana; el tram final és dins del terme de Sopeira.
Aquesta vall també està del tot despoblada en l'actualitat.

##### Casterner de les Olles
Sense formar pròpiament un enclavament -no està separat de la resta del terme-, la zona del poble de Casterner de les Olles forma una petita unitat territorial diferenciada de la resta de l'antic terme d'Espluga de Serra.
És bàsicament una vall que s'estén de sud-est a nord-oest, vertebrada pel barranc de Canarill. Està delimitada al nord pel Serrat de l'Obac i el Tossal Gros, ja esmentats, al sud pel Roc de Sant Cugat i a llevant pel Pla de Cunco, la Collada i la Muntanyeta de Llastarri, a la Collada neix el barranc esmentat, que s'obre al nord-est, on hi ha el pantà d'Escales, únic lloc per on la vall és oberta. A l'extrem d'aquesta vall, damunt mateix del pantà, hi ha l'únic poble, el de Casterner de les Olles, actualment despoblat. El barranc de les Collades és l'altre barranc important del sector, més curt que el primer, i paral·lel pel nord a ell.
Aquesta vall, amb la construcció del pantà d'Escales, ha quedat del tot aïllada: només accessible a peu, des de Llastarri i passant per la Collada: un camí llarg i feixuc. Aquesta ha estat una de les causes del total despoblament d'aquesta vall i poble.

##### Enrens i Trepadús
L'enclavament d'Enrens i Trepadús és un conjunt de petites valls dels torrents que baixen de la serra que delimita l'enclavament pel nord. Els cims més alts són la Faiada de Malpàs, al nord, de 1.699 m. alt., i, just al sud seu, a tocar, el Tossal del Comptador, de 1.524. La resta de carenes són les termenals, ja descrites. Al bell mig de l'enclavament hi ha el Tossal de Trepadús, de 1.134, on hi ha la casa de Trepadús, en el seu vessant sud.
Del nord davalla el barranc des Escalaus, format a la capçalera pel Canal de l'Astor i el barranc de Pratussot, que té com a límit de llevant el Serrat dels Quintaners i el Tossal de Trepadús; més a llevant, baixant del nord, hi ha els barrancs del Castell i de la Cirera, que s'aboquen en el de Palomera poc abans que aquest arribi al pantà d'Escales. Entre aquests dos barrancs es troben les restes del Castell d'Enrens i el despoblat on s'estenia el poble d'Enrens. Del nord-est davalla el barranc de la Rourera, també afluent del de Palomera. Finalment, de llevant baixa el ja esmentat Serrat de Palomera, delimitat al sud pel Serrat de les Cabres.
Enrens i Trepadús havien arribat a tenir municipi propi, a mitjan segle xi (1840. Actualment és del tot despoblat. En l'aspecte religiós, aquest territori depèn de l'església parroquial de Viu de Llevata.

### Nuclis de població
| Entitat de població    | Habitants |
| ---------------------- | --------- |
| Aulàs                  | 15        |
| Castellet              | 6         |
| Casterner de les Olles | 1         |
| Espluga de Serra       | 45        |
| Els Masos de Tamúrcia  | 12        |
| Torogó                 | 2         |
| La Torre de Tamúrcia   | 7         |
| Font: Idescat          |           |

El cap de municipi era Espluga de Serra; a part d'aquest poble, es troben en el terme els d'Aulàs, Castellet, Casterner de les Olles, Enrens, els Masos de Tamúrcia, Llastarri, Miralles, Torogó, la Torre de Tamúrcia, molts d'ells despoblats o, fins i tot, pràcticament desapareguts. Uns quants masos dispersos, també la major part deshabitats i en ruïnes, completen el terme, als quals cal afegir les restes d'alguns castells i unes quantes ermites.

## Història

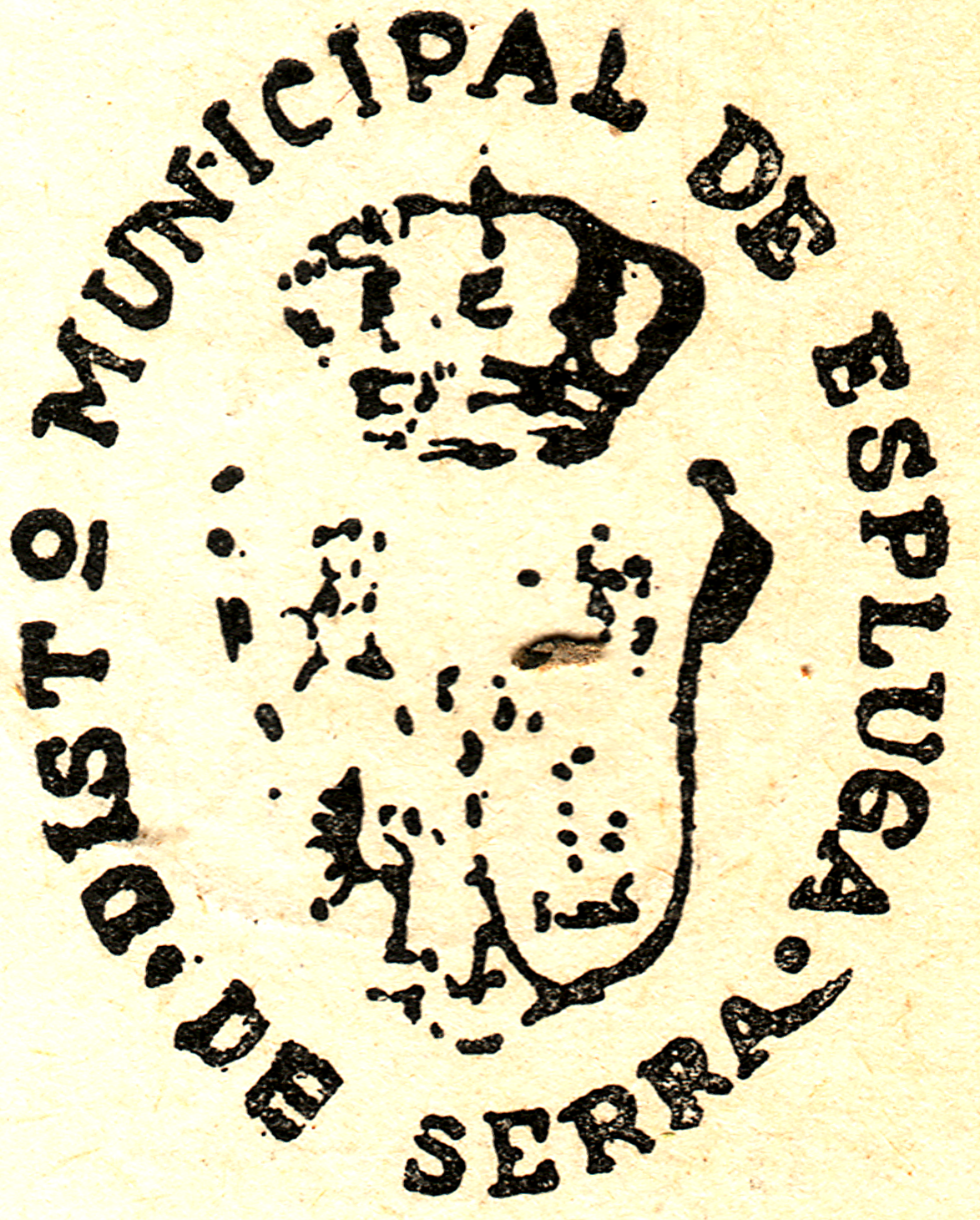
Segell municipal de vers el 1900

A principis del segle xviii apareixen censats a Espluga de Serra 242 habitants. Durant aquell segle es produeix una davallada, ja que el 1787 s'arriba als 201. Després ve una forta remuntada, que fa que el 1860 el terme assoleixi els 807 (màxim històric).
Així, en el cens del 1857 Espluga de Serra apareix amb 776 habitants i 108 cèdules personals inscrites, repartides de la manera següent: Alquerías, 6 habitants i 3 cèdules; Aulás, 18 i 4; Castarné de las Ollas, 54 i 10; Castellet, 62 i 12; Espluga de Serra, 543 i 58; Llastarre, 15 i 3; Masos de Tamúrcia, 34 i 8; San Gervásio, 2 i 1, i Torre de Tamúrcia, 42 i 9.
A continuació ve la progressiva davallada, en la qual encara som: vers 1900, el terme d'Espluga de Serra té 153 edificis amb 362 habitants de fet i 416 de dret, el 1940, 376, el 1950, 301, el 1960, 246, i el 1981, 71. En el moment actual sembla que hi hagi hagut una lleugera recuperació, atès que el 2006 eren 88 els inscrits en els pobles de l'antic terme d'Espluga de Serra.
Hi havia hagut escola municipal, però actualment només en queda l'edifici.

### L'antic ajuntament d'Espluga de Serra
L'alcaldia d'Espluga de Serra fou exercida, al llarg dels anys, per les persones següents:
- Josep Monich i Perna (1895 - 1898)

## Activitat econòmica
L'activitat econòmica tradicional d'Espluga de Serra estava lligada al sector primari, especialment agricultura (vi, oli, cereals i llegums), així com pastures per a la ramaderia, a més d'una certa activitat d'explotació de boscos: la Muntanya de Llastarri tenia 136 hectàrees de bosc comunal; Miralles, de Tamúrcia, 232; la Muntanya de Castellet, 359; la Sala del Llosar i Corbins, de Tamúrcia, 355; la Solana del Llosar i Set Comelles, d'Espluga de Serra, 905, i les Obagues i les Feixes, de Llastarri, 204 (155 i 49, respectivament); la Costa i l'Obac de Casterner de les Olles, 236 (una part, però, pertanyia a Aulet, de l'antic terme ribagorçà de Sant Orenç, i (actual de Sopeira).
En els temps actuals, la manca de població ha fet que quedessin abandonades moltes de les terres antigament conreades. Actualment, però, es continua collint ordi (més de 250 ha.), i hi ha algunes hortes, on es cullen sobretot patates. Respecte de l'antiga tradició ramadera, s'han anat mantenint els ramats d'ovelles (uns 2.000 caps), mentre que el boví ha entrat en recessió. L'únic que ha augmentat és el bestiar porcí, ja que s'han instal·lat en el terme d'Espluga de Serra algunes granges de porcs i, sobretot, truges.
El mercat natural havia estat sempre el d'Areny de Noguera, però a causa de la pertinença al mateix municipi, ha augmentat de prestigi el de Tremp.

## Comunicacions
El terme d'Espluga de Serra no té ni una sola carretera oficial en tot el municipi. Sí que hi ha pistes rurals en bon estat que uneixen els diferents nuclis de població, i amb Tremp i Areny de Noguera.Tampoc no hi ha transport escolar per dur els nois i noies a escola o a l'institut a Tremp.